# Astronomia

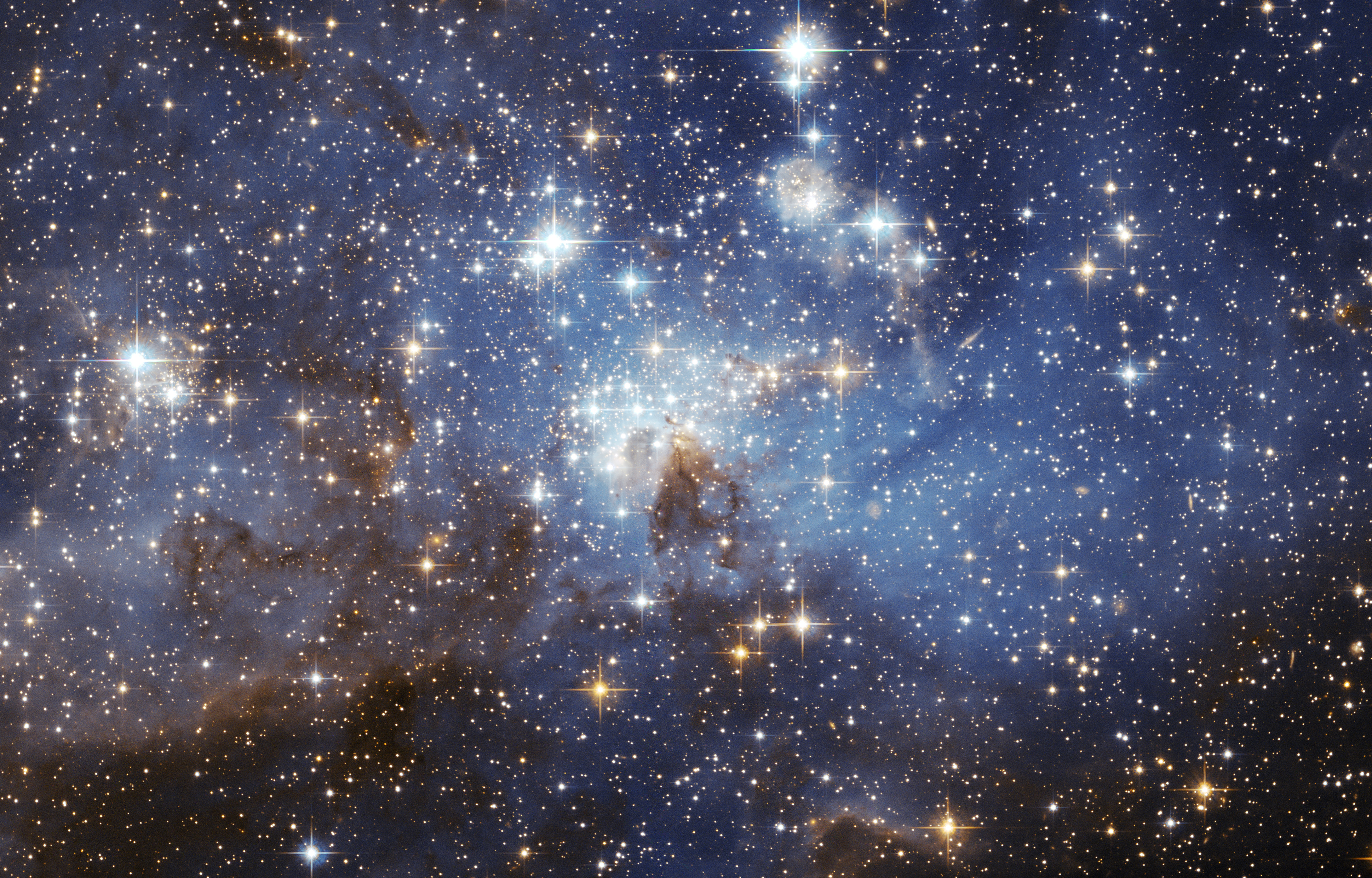
Formação estrelar na Grande Nuvem de Magalhães, uma galáxia irregular.

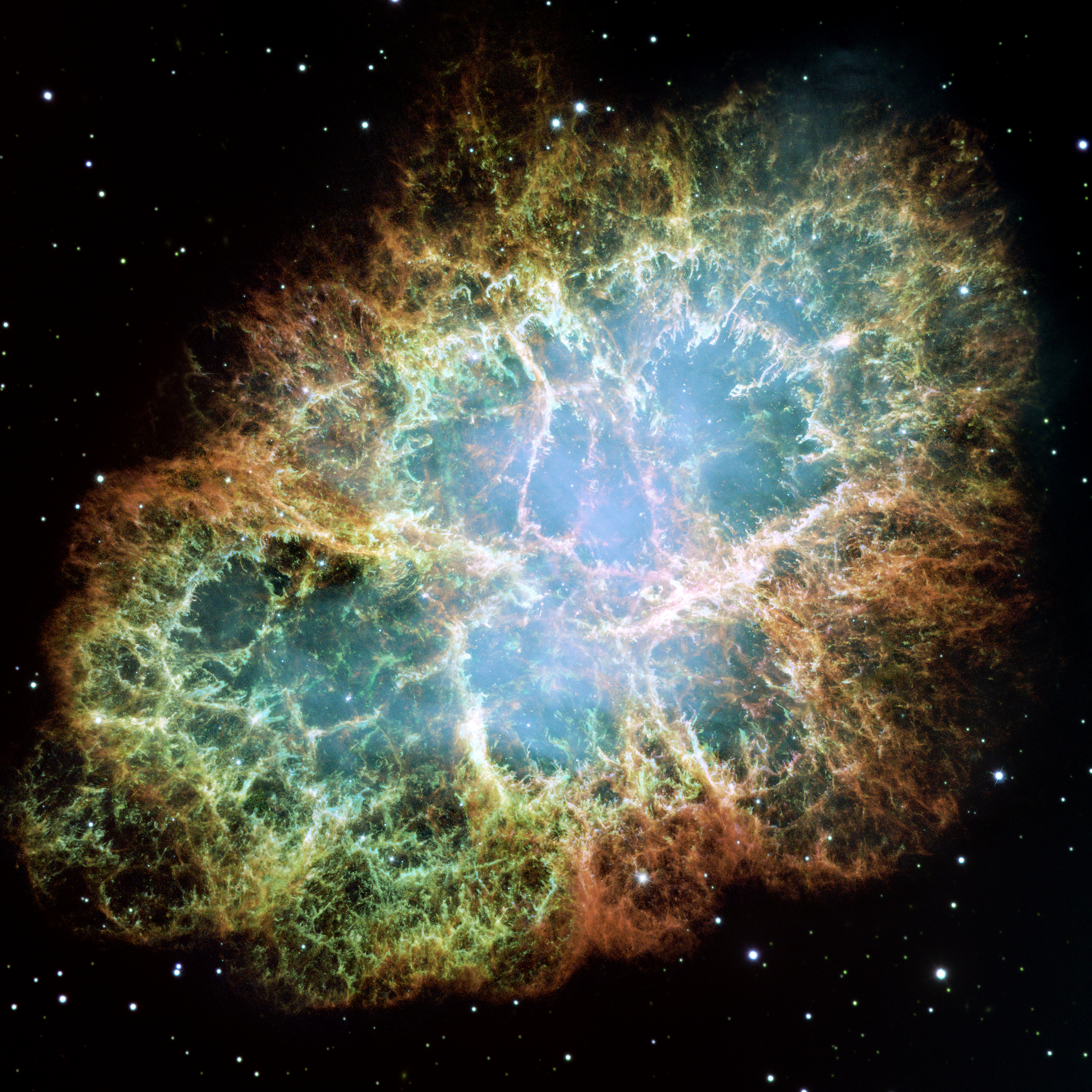
Mosaico da Nebulosa do Caranguejo, remanescente de uma supernova.

Astronomia é uma ciência natural que estuda corpos celestes (como estrelas, planetas, cometas, nebulosas, aglomerados de estrelas, galáxias) e fenômenos que se originam fora da atmosfera da Terra (como a radiação cósmica de fundo em micro-ondas). Preocupada com a evolução, a física e a química de objetos celestes, bem como a formação e o desenvolvimento do universo.
A astronomia é uma das mais antigas ciências. Culturas pré-históricas deixaram registrados vários artefatos astronômicos, como Stonehenge, os montes de Newgrange e os menires. As primeiras civilizações, como os babilônios, gregos, chineses, indianos, persas e maias realizaram observações metódicas do céu noturno. No entanto, a invenção do telescópio permitiu o desenvolvimento da astronomia moderna. Historicamente, a astronomia incluiu disciplinas tão diversas como astrometria, navegação astronômica, astronomia observacional e a elaboração de calendários. Durante o período medieval, seu estudo era obrigatório e estava incluído no Quadrivium que, junto com o Trivium, compunha a metodologia de ensino das sete Artes liberais.
Durante o século XX, o campo da astronomia profissional dividiu-se em dois ramos: a astronomia observacional e a astronomia teórica. A primeira está focada na aquisição de dados a partir da observação de objetos celestes, que são então analisados utilizando os princípios básicos da física. Já a segunda é orientada para o desenvolvimento de modelos analíticos que descrevem objetos e fenômenos astronômicos. Os dois campos se complementam, com a astronomia teórica procurando explicar os resultados observacionais, bem com as observações sendo usadas para confirmar (ou não) os resultados teóricos.
Os astrônomos amadores têm contribuído para muitas e importantes descobertas astronômicas. A astronomia é uma das poucas ciências onde os amadores podem desempenhar um papel ativo, especialmente na descoberta e observação de fenômenos transitórios.
A Astronomia não deve ser confundida com a astrologia, sistema de crença que afirma que os assuntos humanos, como a personalidade, estão correlacionados com as posições dos objetos celestes. Embora os dois campos compartilhem uma origem comum, atualmente eles estão totalmente distintos.

## História

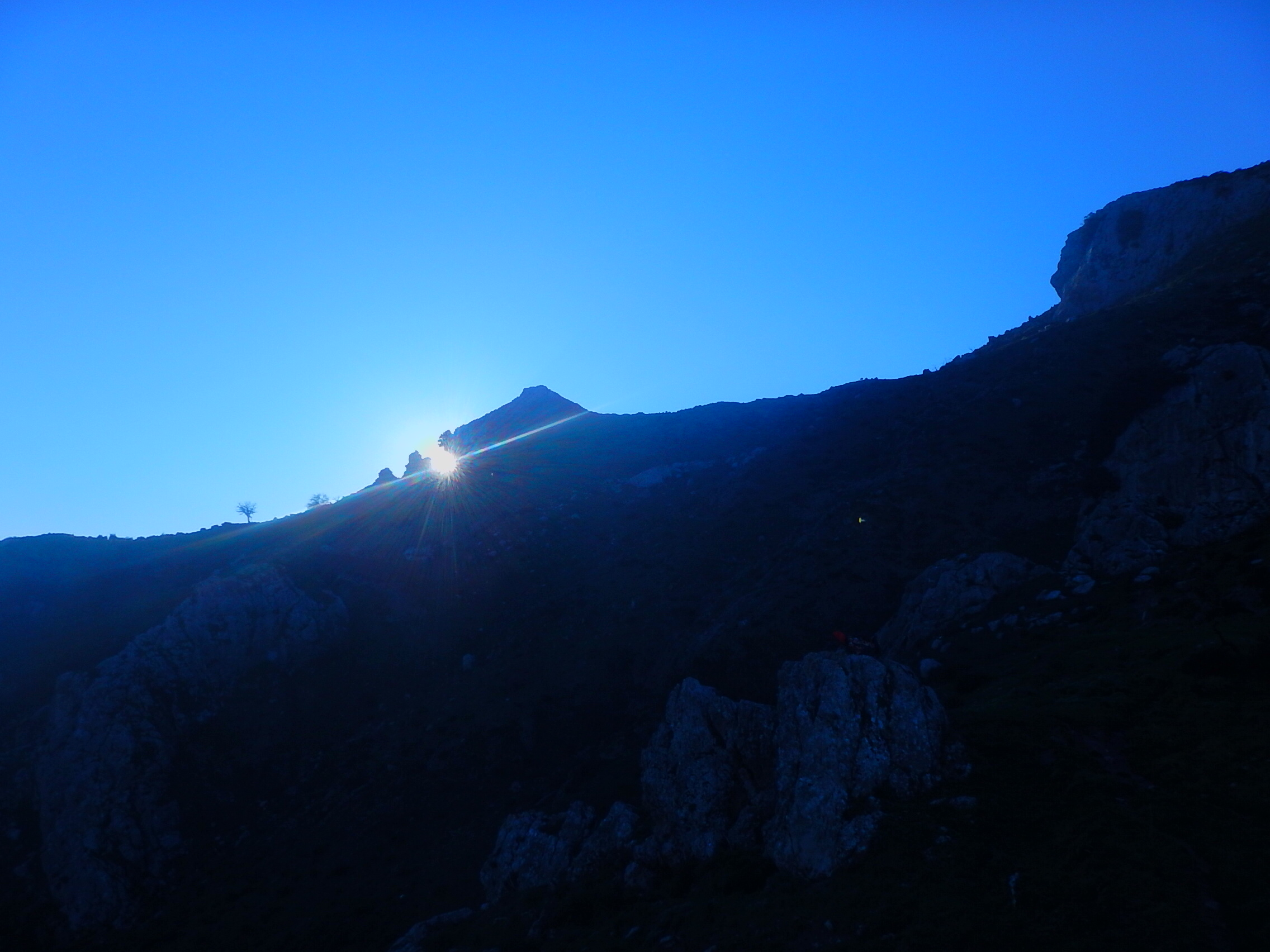
Pôr do sol no dia do equinócio no sítio pré-histórico de Pizzo Vento em Fondachelli Fantina, Sicília.

Inicialmente, a astronomia envolveu somente a observação e a previsão dos movimentos dos objetos no céu que podiam ser vistos a olho nu. O Rigveda refere-se aos 27 asterismos ou nakshatras associados aos movimentos do Sol e também às doze divisões zodiacais do céu. Durante milhares de anos, as pessoas investigaram o espaço e a situação da Terra. No ano 4000 a.C., os egípcios desenvolveram um calendário baseado no movimento dos objetos celestes. A observação dos céus levou à previsão de eventos como os eclipses. Os antigos gregos fizeram importantes contribuições para a astronomia, entre elas a definição de magnitude aparente. A Bíblia contém um número de afirmações sobre a posição da Terra no universo e sobre a natureza das estrelas e dos planetas, a maioria das quais são poéticas e não devem ser interpretadas literalmente; ver Cosmologia bíblica. Nos anos 500, Aryabhata apresentou um sistema matemático que considerava que a Terra rodava em torno do seu eixo e que os planetas se deslocavam em relação ao Sol.
O estudo da astronomia quase parou durante a Idade Média, à exceção do trabalho dos astrónomos árabes. No  final do século IX, o astrónomo árabe ou persa al-Farghani (Abu'l-Abbas Ahmad ibn Muhammad ibn Kathir al-Farghani) escreveu extensivamente sobre o movimento dos corpos celestes. No século XII, os seus trabalhos foram traduzidos para o latim, e diz-se que Dante aprendeu astronomia pelos livros de al-Farghani.
No final do século X, um observatório enorme foi construído perto de Teerã, Irã, pelo astrônomo al-Khujandi, que observou uma série de trânsitos meridianos do Sol, que permitiu-lhe calcular a obliquidade da eclíptica, também conhecida como a inclinação do eixo da Terra relativamente ao Sol. Como sabe-se hoje, a inclinação da Terra é de aproximadamente 23°34', e al-Khujandi mediu-a como sendo 23°32'19". Usando esta informação, compilou também uma lista das latitudes e das longitudes de cidades principais.
Omar Khayyam (Ghiyath al-Din Abu'l-Fath Umar ibn Ibrahim al-Nisaburi al-Khayyami) foi um grande cientista, filósofo e poeta persa que viveu de 1048 a 1131. Compilou muitas tabelas astronômicas e executou uma reforma do calendário que era mais exato do que o Calendário Juliano e se aproximava do Calendário Gregoriano. Um feito surpreendente era seu cálculo do ano como tendo 365,24219858156 dias, valor esse considerando a exatidão até a sexta casa decimal se comparado com os números de hoje, indica que nesses mil anos pode ter havido algumas alterações na órbita terrestre.

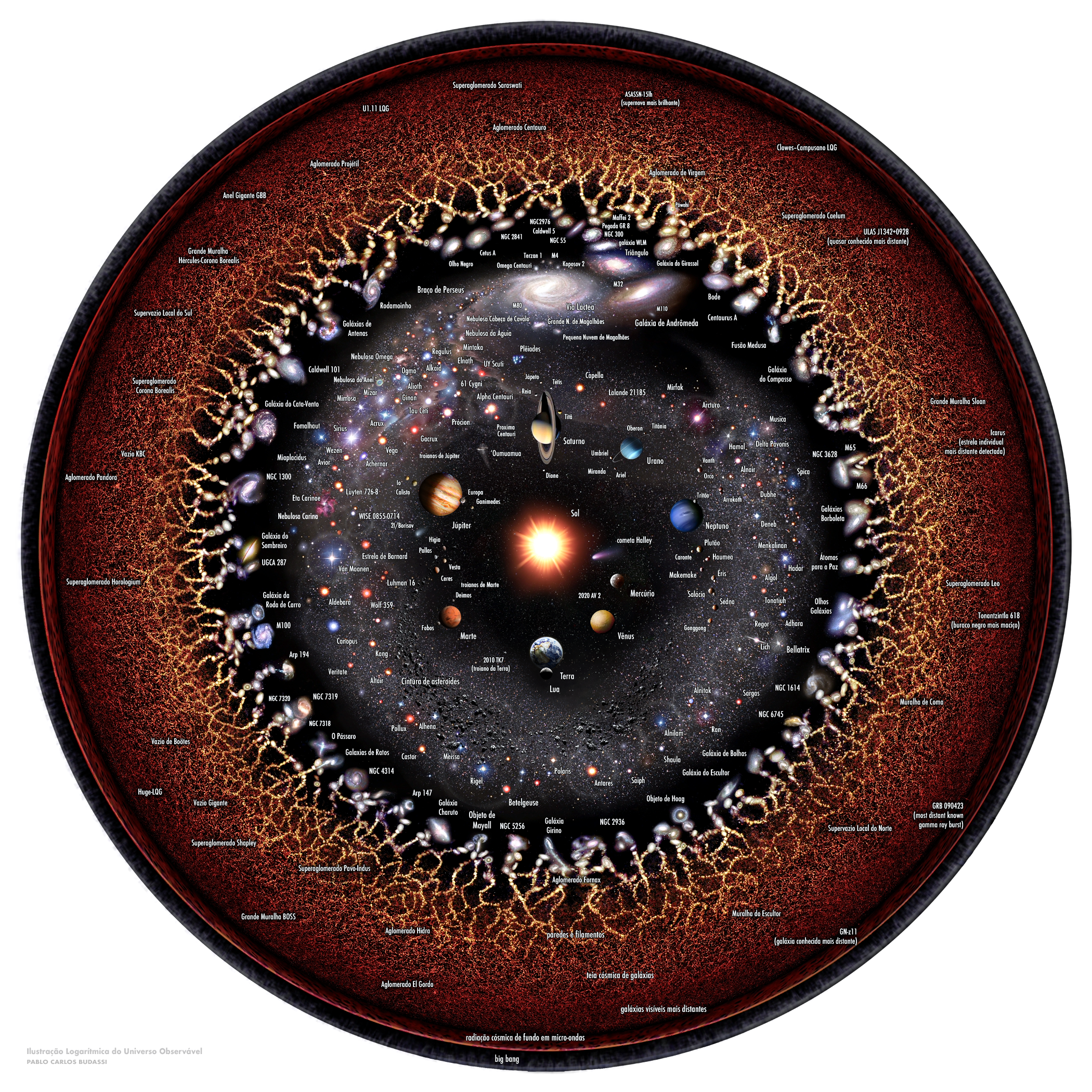
Atualmente, sabemos que o Universo é dominado por estruturas de gás, poeira, estrelas e galáxias, como visto neste esquema logarítmico, onde várias imagens do telescópio Hubble e outros estão incluídas.

Durante o Renascimento, Copérnico propôs um modelo heliocêntrico do Sistema Solar. No século XIII, o imperador Hulagu, neto de Gengis Khan e um protetor das ciências, havia concedido ao conselheiro Nasir El Din Tusi autorização para edificar um observatório considerado sem equivalentes na época. Entre os trabalhos desenvolvidos no observatório de Maragheh e a obra "De Revolutionibus Orbium Caelestium" de Copérnico, há algumas semelhanças que levam os historiadores a admitir que este teria tomado conhecimento dos estudos de Tusi, através de cópias de trabalhos deste existentes no Vaticano.
O modelo heliocêntrico do Sistema Solar foi defendido, desenvolvido e corrigido por Galileu Galilei e Johannes Kepler. Kepler foi o primeiro a desenvolver um sistema que descrevesse corretamente os detalhes do movimento dos planetas com o Sol no centro. No entanto, Kepler não compreendeu os princípios por detrás das leis que descobriu. Estes princípios foram descobertos mais tarde por Isaac Newton, que mostrou que o movimento dos planetas se podia explicar pela Lei da gravitação universal e pelas leis da dinâmica.
Constatou-se que as estrelas são objetos muito distantes. Com o advento da Espectroscopia provou-se que são similares ao nosso próprio Sol, mas com uma grande variedade de temperaturas, massas e tamanhos. A existência de nossa galáxia, a Via Láctea, como um grupo separado das estrelas foi provada somente no século XX, bem como a existência de galáxias "externas", e logo depois, a expansão do universo dada a recessão da maioria das galáxias de nós. A Cosmologia fez avanços enormes durante o século XX, com o modelo do Big Bang fortemente apoiado pelas evidências fornecidas pela Astronomia e pela Física, tais como a radiação cósmica de micro-ondas de fundo, a Lei de Hubble e a abundância cosmológica dos elementos.

## Campos

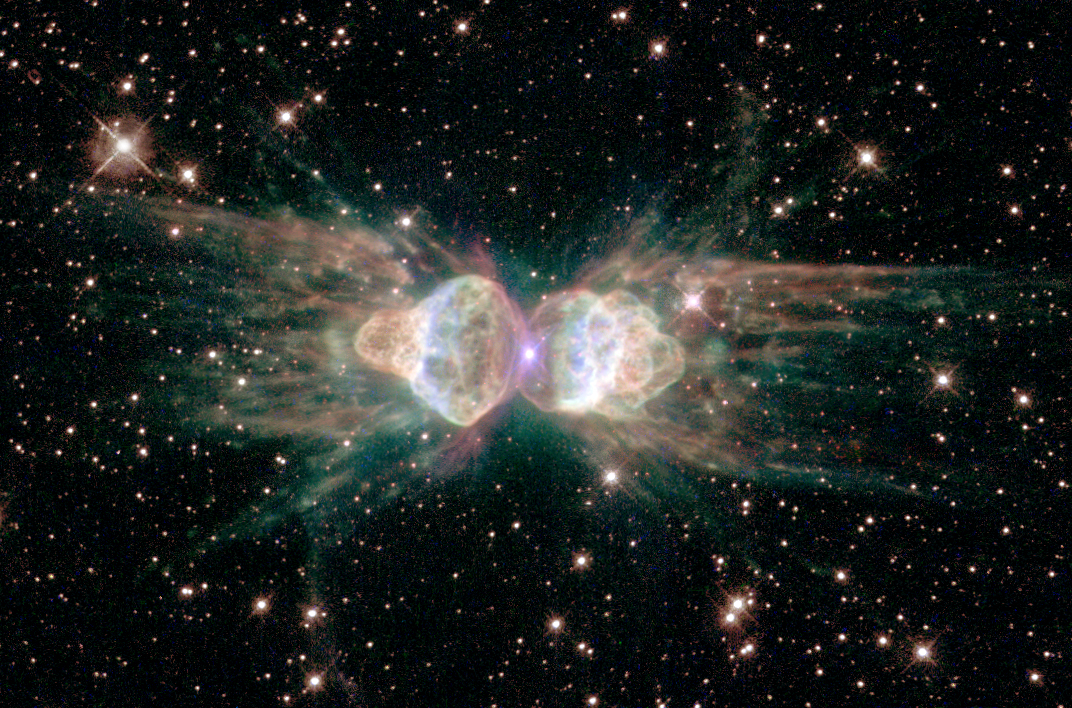
Nebulosa planetária de Formiga. A ejecção de gás da estrela no centro da imagem tem padrões de simetria diferentes dos padrões caóticos esperados para uma explosão ordinária.

Por ter um objeto de estudo tão vasto, a astronomia é dividida em muitas áreas. Uma distinção principal é entre a astronomia teórica e a observacional. Observadores usam vários meios para obter dados sobre diversos fenômenos, que são usados pelos teóricos para criar e testar teorias e modelos, para explicar observações e para prever novos resultados. O observador e o teórico não são necessariamente pessoas diferentes e, em vez de dois campos perfeitamente delimitados, há um contínuo de cientistas que põem maior ou menor ênfase na observação ou na teoria.
Os campos de estudo podem também ser categorizados quanto:
- ao assunto: em geral de acordo com a região do espaço (ex. Astronomia galáctica) ou aos problemas por resolver (tais como formação das estrelas ou cosmologia);
- à forma como se obtém a informação (essencialmente, que faixa do espectro eletromagnético é usada).

Enquanto a primeira divisão se aplica tanto a observadores como também a teóricos, a segunda se aplica a observadores, pois os teóricos tentam usar toda informação disponível, em todos os comprimentos de onda, e observadores frequentemente observam em mais de uma faixa do espectro.

### Astronomia observacional

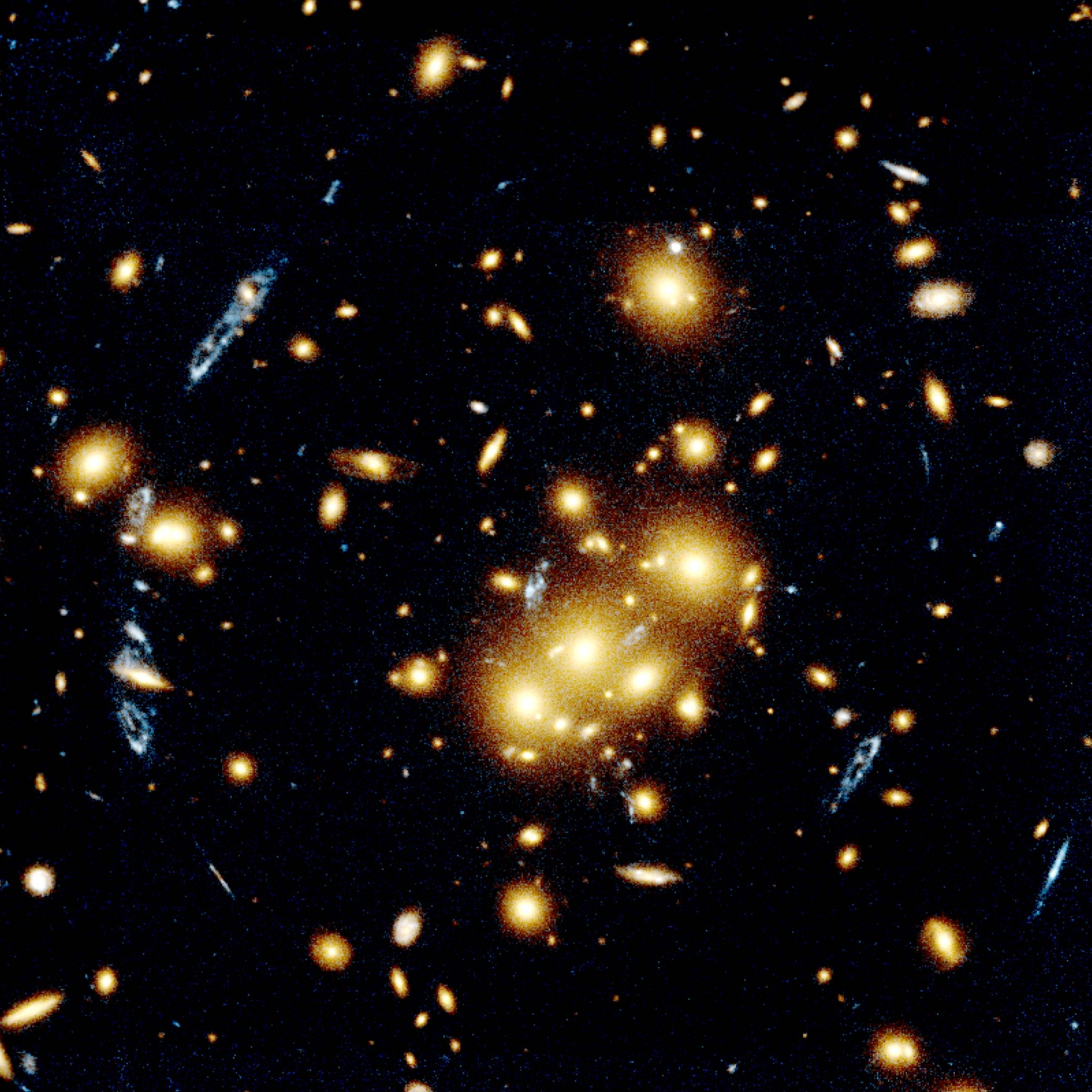
Astronomia extragaláctica: exemplo de lente gravitacional. Esta imagem, captada pelo telescópio espacial Hubble, mostra vários objetos azuis em forma de espiral que, na verdade, são imagens múltiplas de uma mesma galáxia. A imagem original da galáxia é multiplicada pelo efeito de lente gravitacional causado pelo aglomerado de galáxias elípticas e espirais de cor amarela que aparecem no centro da fotografia. A lente gravitacional deve-se ao campo gravitacional gerado pelo aglomerado, que curva e distorce a luz de objetos mais distantes.

Na astronomia, a principal forma de obter informação é através da detecção e análise da luz visível ou outras regiões da radiação eletromagnética. Mas a informação é adquirida também por raios cósmicos, neutrinos, e, no futuro próximo, ondas gravitacionais (veja LIGO e LISA).
Uma divisão tradicional da astronomia é dada pela faixa do espectro eletromagnético observado. Algumas partes do espectro podem ser observadas da superfície da Terra, enquanto outras partes só são observáveis de grandes altitudes ou no espaço.

#### Radioastronomia
A radioastronomia estuda a radiação com comprimento de onda maior que aproximadamente 1 milímetro. A radioastronomia é diferente da maioria das outras formas de astronomia observacional pelo fato de as ondas de rádio observáveis poderem ser tratadas como ondas ao invés de fótons discretos. Com isso, é relativamente mais fácil de medir a amplitude e a fase das ondas de rádio.
Apesar de algumas ondas de rádio serem produzidas por objetos astronômicos na forma de radiação térmica, a maior parte das emissões de rádio que são observadas da Terra são vistas na forma de radiação síncrotron, que é produzida quando elétrons ou outras partículas eletricamente carregadas descrevem uma trajetória curva em um campo magnético. Adicionalmente, diversas linhas espectrais produzidas por gás interestelar, notadamente a linha espectral do hidrogênio de 21 cm, são observáveis no comprimento de onda de rádio.
Uma grande variedade de objetos são observáveis no comprimento de onda de rádio, incluindo supernovas, gás interestelar, pulsares e núcleos de galáxias ativas.

#### Astronomia infravermelha
A astronomia infravermelha lida com a detecção e análise da radiação infravermelha, cuja frequência é menor do que a da luz vermelha. Exceto por comprimentos de onda mais próximas à luz visível, a radiação infravermelha é na maior parte absorvida pela atmosfera, e a atmosfera produz emissão infravermelha numa quantidade significante. Consequentemente, observatórios de infravermelho precisam estar localizados em lugares altos e secos, ou no espaço.
O espectro infravermelho é útil para estudar objetos que são muito frios para emitir luz visível, como os planetas e discos circunstrelares. Comprimentos de onda infravermelha maior podem também penetrar nuvens de poeira que bloqueiam a luz visível, permitindo a observação de estrelas jovens em nuvens moleculares e o centro de galáxias. Algumas moléculas radiam fortemente no infravermelho, e isso pode ser usado para estudar a química no espaço, assim como detectar água em cometas.

#### Astronomia óptica
Historicamente, a astronomia óptica (também chamada de astronomia da luz visível) é a forma mais antiga da astronomia. Imagens ópticas eram originalmente desenhadas à mão. No final do século XIX e na maior parte do século XX as imagens eram criadas usando equipamentos fotográficos. Imagens modernas são criadas usando detectores digitais, principalmente detectores usando dispositivos de cargas acoplados (CCDs). Apesar da luz visível estender de aproximadamente 4 000 Å até 7 000 Å (400 nm até 700 nm), o mesmo equipamento usado nesse comprimento de onda é também usado para observar radiação de luz visível próxima a ultravioleta e infravermelho.

#### Astronomia ultravioleta
A astronomia ultravioleta é normalmente usada para se referir a observações no comprimento de onda ultravioleta, aproximadamente entre 100 e 3 200 Å (10 e 320 nm). A luz nesse comprimento de onda é absorvida pela atmosfera da Terra, então as observações devem ser feitas na atmosfera superior ou no espaço.
A astronomia ultravioleta é mais utilizada para o estudo da radiação térmica e linhas de emissão espectral de estrelas azul quente (Estrela OB) que são muito brilhantes nessa banda de onda. Isso inclui estrelas azuis em outras galáxias, que têm sido alvos de várias pesquisas nesta área. Outros objetos normalmente observados incluem a nebulosa planetária, remanescente de supernova, e núcleos de galáxias ativas. Entretanto, a luz ultravioleta é facilmente absorvida pela poeira interestelar, e as medições da luz ultravioleta desses objetos precisam ser corrigidas.

#### Astronomia de raios-X
A astronomia de raio-X é o estudo de objetos astronômicos no comprimento de onda de raio-X. Normalmente os objetos emitem radiação de raio-X como radiação síncrotron (produzida pela oscilação de elétrons em volta de campos magnéticos), emissão termal de gases finos (chamada de radiação Bremsstrahlung) maiores que 107 kelvin, e emissão termal de gases grossos (chamada radiação de corpo negro) maiores que 107 kelvin. Como os raio-X são absorvidos pela atmosfera terrestre todas as observações devem ser feitas de balões de grande altitude, foguetes, ou naves espaciais.
Fontes de raio-X notáveis incluem binário de raio X, pulsares, remanescentes de supernovas, galáxias elípticas, aglomerados de galáxias e núcleos galácticos ativos.

#### Astronomia de raios gama
A astronomia de raios gama é o estudo de objetos astronômicos que usam os menores comprimentos de onda do espectro eletromagnético. Os raios gama podem ser observados diretamente por satélites como o observatório de raios Gama Compton ou por telescópios especializados chamados Cherenkov. Os telescópios Cherenkov não detectam os raios gama diretamente mas detectam flashes de luz visível produzidos quando os raios gama são absorvidos pela atmosfera da Terra.
A maioria das fontes emissoras de raio gama são na verdade Erupções de raios gama, objetos que produzem radiação gama apenas por poucos milissegundos a até milhares de segundos antes de desaparecerem. Apenas 10% das fontes de raio gama são fontes não transcendentes, incluindo pulsares, estrelas de nêutrons, e candidatos a buracos negros como núcleos galácticos ativos.

#### Campos não baseados no espectro eletromagnético
Além da radiação eletromagnética outras coisas podem ser observadas da Terra que se originam de grandes distâncias.
Na Astronomia de neutrinos, astrônomos usam laboratórios especiais subterrâneos como o SAGE, GALLEX e Kamioka II/III para detectar neutrinos. Esses neutrinos se originam principalmente do Sol, mas também de supernovas.
Raios cósmicos consistindo de partículas de energia muito elevada podem ser observadas chocando-se com a atmosfera da terra. No futuro, detectores de neutrino poderão ser sensíveis aos neutrinos produzidos quando raios cósmicos atingem a atmosfera da Terra.
Foram construídos alguns observatórios de ondas gravitacionais como o Laser Interferometer Gravitational Observatory (LIGO) mas as ondas gravitacionais são extremamente difíceis de detectar. No final de 2015, pesquisadores do projeto LIGO (Laser Interferometer Gravitational-Wave Observatory) observaram "distorções no espaço e no tempo" causadas por um par de buracos negros com trinta massas solares em processo de fusão.
A astronomia planetária tem se beneficiado da observação direta pelos foguetes espaciais e amostras no retorno das missões. Essas missões incluem fly-by missions com sensores remotos; veículos de aterrissagem que podem realizar experimentos no material da superfície; missões que permitem ver remotamente material enterrado; e missões de amostra que permitem um exame laboratorial direto.

#### Astrometria e mecânica celeste
Um dos campos mais antigos da astronomia e de todas as ciências, é a medição da posição dos objetos celestiais. Historicamente, o conhecimento preciso da posição do Sol, Lua, planetas e estrelas era essencial para a navegação astronômica.
A cuidadosa medição da posição dos planetas levou a um sólido entendimento das perturbações gravitacionais, e a capacidade de determinar as posições passadas e futuras dos planetas com uma grande precisão, um campo conhecido como mecânica celestial. Mais recentemente, o monitoramento de Objectos Próximos da Terra vai permitir a predição de encontros próximos, e possivelmente colisões, com a Terra.
A medição do paralaxe estelar de estrelas próximas provêm uma linha de base fundamental para a medição de distâncias na astronomia que é usada para medir a escala do universo. Medições paralaxe de estrelas próximas provêm uma linha de base absoluta para as propriedades de estrelas mais distantes, porque suas propriedades podem ser comparadas. A medição da velocidade radial e o movimento próprio mostra a cinemática desses sistemas através da Via Láctea. Resultados astronômicos também são usados para medir a distribuição de matéria escura na galáxia.
Durante a década de 1990, as técnicas de astrometria para medir as stellar wobble foram usados para detectar planetas extrasolares orbitando a estrelas próximas.

### Subcampos específicos

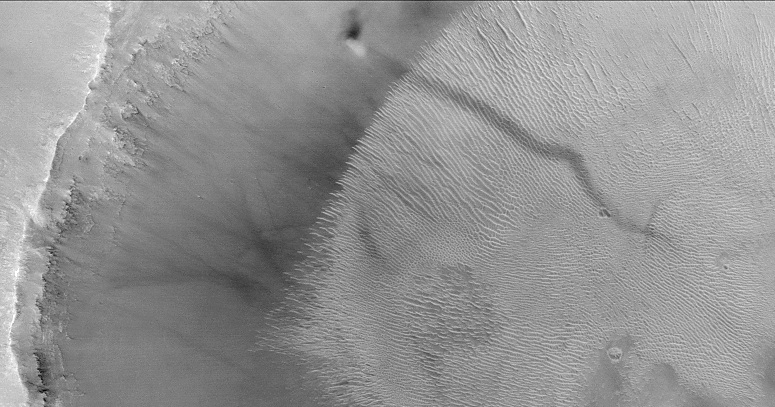
Astronomia planetária ou ciências planetárias: um "dust devil" (literalmente, demônio da poeira) marciano. A fotografia foi captada pela NASA Global Surveyor em órbita à volta de Marte. A faixa escura e longa é formada pelos movimentos em espiral da atmosfera marciana (um fenómeno semelhante ao tornado). O "dust devil" (o ponto preto) está a subir a encosta da cratera. Os "dust devils" formam-se quando a atmosfera é aquecida por uma superfície quente e começa a rodar ao mesmo tempo que sobe. As linhas no lado direito da figura são dunas de areia no leito da cratera.

#### Astronomia solar
Localizada a uma distância de aproximadamente de oito minutos-luz da Terra, a estrela mais frequentemente estudada é o Sol, uma típica estrela anã da sequência principal da classe estrelar G2 V, com idade de aproximadamente 4,6 Gyr. O Sol não é considerado uma estrela variável, mas passa por mudanças periódicas em atividades conhecidas como ciclo solar, que se caracteriza por uma flutuação de cerca de 11 anos no número de mancha solares. Manchas solares são regiões de temperatura abaixo da média que estão associadas a uma intensa atividade magnética.
O Sol tem aumentado constantemente de luminosidade no seu curso de vida, aumentando em 40% desde que se tornou uma estrela da sequência principal. O Sol também passa por mudanças periódicas de luminosidade que podem ter um impacto significativo na Terra. Por exemplo, se acredita que o mínimo de Maunder tenha causado a Pequena Idade do Gelo.
A superfície externa visível do Sol é chamada fotosfera. Acima dessa camada há uma fina região conhecida como cromosfera. Essa é envolvida por uma região de transição de temperaturas cada vez mais elevadas, e então pela superquente corona.
No centro do Sol está a região do núcleo, um volume com temperatura e pressão suficientes para uma fusão nuclear ocorrer. Acima do núcleo está a zona de radiação, onde o plasma se converte o fluxo de energia através da radiação. As camadas externas formam uma zona de convecção onde o gás material transporta a energia através do deslocamento físico do gás. Se acredita que essa zona de convecção cria a atividade magnética que gera as manchas solares.
Um vento solar de partículas de plasma corre constantemente para fora do Sol até que atinge a heliosfera. Esse vento solar interage com a magnetosfera da Terra para criar os cinturões de Van Allen, assim como a aurora onde as linhas dos campos magnéticos da Terra descendem até a atmosfera da Terra.

#### Ciência planetária
- Ciência planetária: Estuda os planetas.
- Planetologia: Estudo dos planetas do Sistema Solar e exoplanetas.

#### Astronomia estelar
- Astronomia estelar: Estudo das estrelas, em geral.
- Formação de estrelas: Estudo das condições e dos processos que conduziram à formação das estrelas no interior de nuvens do gás, e o próprio processo da formação.
- Evolução estelar: Estudo da evolução das estrelas, de sua formação a seu fim como um remanescente estelar.
- Formação estelar: Estudo das condições e processos que levam à formação de estrelas no interior de nuvens de gás.

#### Astronomia galáctica

Estrutura dos braços espirais da Via Láctea.

- Astronomia galáctica: Estudo da estrutura e componentes de nossa galáxia, seja através de dados relativos a objetos de nossa galáxia, seja através do estudo de galáxias próximas, que podem ser observadas em detalhe e que podem ser usadas para comparação com a nossa.
- Formação e evolução de galáxias: Estudo da formação das galáxias e sua evolução ao estado atual observado.

#### Astronomia extragaláctica
- Astronomia extragaláctica: Estudo de objetos (principalmente galáxias) fora de nossa galáxia.
- Uranografia: Estudos das constelações e asterismos. Nome atual de Uranometria.

#### Cosmologia
- Cosmologia: Estuda a origem e a evolução do universo.

### Astronomia teórica
Tópicos estudados pelos astrônomos teóricos são: dinâmica e evolução estelar; formação e evolução de galáxias; estrutura em grande escala da matéria no Universo; origem dos raios cósmicos; relatividade geral e cosmologia física, incluindo Cosmologia das cordas e física de astropartículas.

### Campos interdisciplinares
A astronomia e astrofísica desenvolveram links significantes de interdisciplinaridade com outros grandes campos científicos. Arqueoastronomia é o estudo das antigas e tradicionais astronomias em seus contextos culturais, utilizando evidências arqueológicas e antropológicas. Astrobiologia é o estudo do advento e evolução os sistemas biológicos no universo, com ênfase particular na possibilidade de vida fora do planeta Terra.
O estudo da química encontrada no espaço, incluindo sua formação, interação e destruição, é chamada de Astroquímica. Essas substâncias são normalmente encontradas em nuvens moleculares, apesar de também terem aparecido em estrelas de baixa temperatura, anões marrons, e planetas. Cosmoquímica é o estudo de compostos químicos encontrados dentro do Sistema Solar, incluindo a origem dos elementos e as variações na proporção de isótopos. Esses dois campos representam a união de disciplinas de astronomia e química.

## Atuação profissional

### No Brasil
Segundo o censo realizado pela Sociedade Astronômica Brasileira, em maio de 2011 havia 340 doutores em Astronomia atuando como pesquisadores no Brasil. Em 2006 foi instituída, no estado do Rio de Janeiro, a data de 2 de dezembro como o Dia do Astrônomo. A data coincide com o aniversário do imperador Dom Pedro II, que era um conhecido incentivador da Astronomia.

No país, apenas 3 Estados possuem cursos de nível superior relacionados com a Astronomia: Sergipe, Rio de Janeiro e São Paulo. 

Além disso, todos os anos os todos os estudantes do Brasil têm a oportunidade, caso queiram, de participar da Olimpíada Brasileira de Astronomia e Astronáutica (OBA), da qual abre oportunidades para jovens interessados na área. 

## Ferramentas astronômicas
- Luneta
- Telescópio
- Computador
- Radiotelescópio
- Calculadora
- Observatório
- Observatório espacial